# Joseph Pardee
Joseph Pardee (Salt Lake City, 30 maggio 1871 – Philipsburg, 2 marzo 1960) è stato un geologo statunitense.
Fece importanti scoperte riguardanti l'origine della Lago Missoula, delle inondazioni di Missoula e delle Channeled Scablands.  

## Biografia
Joseph Pardee nacque ad Salt Lake City, primerogenito di James Knox Pardee e di Marie Pardee. All'età di tre anni, la famiglia si trasferì a Philipsburg in Montana. Il padre ha aperto ad est di Pittsburg del Algonquin miniera. Pardee frequentò il Presbyterian College of Montana a Deer Lodge. In seguito frequentò l'Università della California a Berkeley.
Dopo la sua formazione, ha fondato un laboratorio per l'analisi dei metalli preziosi e corse una miniera d'oro e zaffiro. Il suo crescente interesse per la geologia ha portato nel 1909 alla fine di United States Geological Survey (USGS breve), un'autorità scientifica e la più importante istituzione degli Stati Uniti per la cartografia ufficiale, dove è stato impiegato fino al 1941. 
Pardee era dal 1 settembre 1904 sposata con Rubino Estella Schoonover Pardee (1886-1976). La coppia ebbe una figlia, Mary P. Pardee Kelly (1905-1994).

## Ricerche
Durante il 1920 il geologo J Harlen Bretz suggerito che il Channeled Scablands sono stati causati da Alluvioni catastrofiche. La teoria è stata veemenza rifiutato da altri geologi, perché Bretz non ha potuto fornire alla spiegazione per l'origine della ricerca di enormi masse d'acqua.